# Янковиці (Куявсько-Поморське воєводство)
Янковиці (пол. Jankowice) — село в Польщі, у гміні Ласін Ґрудзьондзького повіту Куявсько-Поморського воєводства.
Населення — 142 особи (2011).
У 1975-1998 роках село належало до Торунського воєводства.

## Демографія
Демографічна структура станом на 31 березня 2011 року:
|          | Загалом | Допрацездатний вік | Працездатний вік | Постпрацездатний вік |
| -------- | ------- | ------------------ | ---------------- | -------------------- |
| Чоловіки | 75      | 14                 | 52               | 9                    |
| Жінки    | 67      | 14                 | 38               | 15                   |
| Разом    | 142     | 28                 | 90               | 24                   |